# Michael Schjønberg
Michael Schjønberg (ur. 19 stycznia 1967 w Esbjerg) - były duński piłkarz występujący na pozycji skrzydłowego obrońcy, aktualnie trener.

## Kariera piłkarska
Przygodę z futbolem zaczynał jako ofensywny pomocnik w Esbjerg IF. Razem ze swoim kolegą z drużyny w zimie 1989 wyjechał na testy do Bayernu Monachium. Kiedy w 1990 roku Hans-Dieter Schmidt, były opiekun rezerw bawarskiego klubu został pierwszym menedżerem drugoligowego Hanoweru 96, od razu przypomniał sobie o młodym Duńczyku i zaoferował mu kontrakt.
Jego nowy trener szybko uświadomił mu, że lepiej radził będzie sobie jako boczny obrońca i już wkrótce odpowiednio przygotował go do występów na tej pozycji. Początkowo Michael grywał rzadko, tak naprawdę stał się zawodnikiem wyjściowego składu dopiero po zwolnieniu Schmidta i przybyciu Michaela Lorkowskiego. Wkrótce niezadowolony z warunków kontraktu był już zdecydowany na powrót do ojczyzny, jednak w 1992 po awansie do Bundesligi, jego klub wygrał Puchar Kraju, w finale ogrywając Borussię Mönchengladbach i władze postanowiły go zatrzymać, oferując nową umowę. Nie tylko został w klubie, ale i mianowano go nowym kapitanem. Odszedł z niego dopiero po spadku do drugiej ligi. Zaliczył 123 gry i strzelił 12 bramek.
Nie zwlekał długo z podjęciem decyzji, gdzie będzie grał. Oddano go za 700 tysięcy koron duńskich do Odense BK. Wraz z nim w składzie Odense wyeliminowało z rozgrywek o Puchar UEFA sam Real Madryt, zatrzymała je dopiero fantastycznie grająca AC Parma. W styczniu 1995 reprezentacja narodowa Danii brała udział w Pucharze Konfederacji. 28-letni wówczas Michael rozegrał wszystkie trzy mecze w turnieju i w znacznym stopniu przyczynił się do zdobycia trofeum. Został powołany do kadry również na EURO 1996, gdzie zagrał w dwóch spotkaniach.
Po tym turnieju postanowił jeszcze raz spróbować szczęścia w Niemczech. Został sprzedany za 1,35 milionów DEM do drugoligowego 1. FC Kaiserslautern. W ciągu dwóch sezonów ekipa Czerwonych Diabłów zajmowała pierwsze miejsce w rozgrywkach - najpierw drugiej, a następnie - ku zaskoczeniu fachowców - pierwszej ligi. Po niezwykle udanym sezonie, ponownie trafił do kadry. Bo Johansson zdecydował się wziąć go na mundial we Francji. Był wartościowym elementem zespołu, który doszedł aż do ćwierćfinału. Już na początku nowego sezonu nabawił się ciężkiej kontuzji - w ligowym meczu z VfL Bochum zderzył się z golkiperem Thomasem Ernstem i musiał pauzować aż siedem miesięcy, wracając dopiero w kwietniu 1999.
W meczu 33 kolejki Bundesligi sezonu 1999–2000 z Freiburgiem doszło do bardzo ciekawej sytuacji. Kontuzji uległ najpierw Georg Koch, a następnie Uwe Gospodarek i ich miejsce w bramce zajął nie kto inny, jak Michael Schjønberg. Podczas gry puścił tylko jedną bramkę, ale obronił strzał z karnego i interweniował bardzo dobrze w polu karnym, zostając prawdziwym bohaterem. 33-letni piłkarz 21 czerwca 2000 zaliczył ostatni występ w kadrze, na turnieju EURO 2000 przeciwko Czechom. Licznik gier reprezentacyjnych zatrzymał się na 44 występach. Po kolejnym sezonie zdecydował się na definitywne zakończenie kariery.

## Kariera trenerska
W lipcu 2003 został trenerem młodzieży w 1. FC Kaiserslautern, rok później samodzielnie trenował klub z Superligaen, Herfølge BK. Po zwolnieniu z klubu znalazł zatrudnienie, jako asystent Petera Neururera w Hanowerze. We wrześniu 2006 przejął obowiązki tymczasowego trenera tej drużyny, później zaś opiekował się zespołem rezerw. W dalszym okresie łączył obowiązki dyrektora sportowego i menedżera drugoligowego klubu z rodzimego kraju, FC Vestsjælland, a od 2013 roku jest asystentem w norweskiej Vålerenga Fotball.